# Хартвиг I (Бавария)
Хартвиг I (на немски: Hartwig I, † 16 юни 985) от род Арибони, е през 953 – 980 г. служител в Кроатенгау в Каринтия и през 977 – 985 г. пфалцграф на Бавария. През 960 г. е граф в Изенгау, 963 г. в Залцбургау, граф в Каринтия. Основава манастир Михаелбойерн (977) в днешен Дорфбойерн.

## Фамилия
Хартвиг I се жени за Вихбурга Баварска († сл. 980), дъщеря на херцог Еберхард Баварски от род Луитполдинги и съпругата му Луитгарда от Лотарингия-Вердюн. Тя е по майчина линия втора братовчедка на император Хайнрих II. Те имат децата:
- Хартвиг († 1023), 991 – 1023 архиепископ на Залцбург
- Адала († сл. 1020), ∞ I.: пфалцграф Арибо I († сл. 1000) от род Арибони, II.: граф Енгелберт III фон Химгау († 1020) от род Зигхардинги
- Егилолф (?), духовник
- Вихбурга († 1020/1030), ∞ граф Отвин в Пустертал († 1019)